# 장응수
장응수(張應水, 1940 ~ )는 검사 출신으로 헌법재판소 제2대 사무차장과 제4대 사무처장을 역임한 대한민국의 법조인이다.

## 생애
1940년 밀양군에서 태어나 서울고등학교, 서울대학교 법과대학을 졸업한 뒤 제15회 고등고시 사법과에 합격하여 검사로 임관하였다. 1987년 검사장으로 승진하여 마산지방검찰청(현 창원지방검찰청), 인천지방검찰청 등에서 검사장을 지냈고, 법무부 보호국장(현 범죄예방정책국장)으로도 근무하면서 소년원 체제의 개선에 기여하였다. 대검찰청 총무부장을 마지막으로 검찰을 퇴직한 뒤 변호사로 활동하다가, 김용준 헌법재판소장에 의해 1995년에 제2대 헌법재판소 사무차장으로 임명되었고, 이어서 1997년에 제4대 헌법재판소 사무처장으로 임명되었다. 2000년 윤영철 헌법재판소장 취임 후 사무처장직을 용퇴한 뒤 변호사로 활동하였다.